# Colin Murphy
Colin Murphy (* 11. April 1980 in Fort McMurray, Alberta) ist ein kanadischer Eishockeyspieler, der zuletzt bei den Hamburg Freezers in der Deutschen Eishockey Liga unter Vertrag stand.

## Karriere
Colin Murphy begann seine Karriere als Eishockeyspieler in der Mannschaft der Michigan Technological University, für die er von 2001 bis 2005 im Spielbetrieb der National Collegiate Athletic Association aktiv war. Gegen Ende der Saison 2004/05 gab der Angreifer sein Debüt im professionellen Eishockey, als er in insgesamt 17 Partien für die St. John’s Maple Leafs aus der American Hockey League auf dem Eis stand. Anschließend erhielt der Kanadier einen Vertrag bei deren Nachfolgeteam, den Toronto Marlies, für die er die folgenden drei Spielzeiten spielte. Nach einer Saison bei deren Ligarivalen Portland Pirates, wurde Murphy im Sommer 2009 von den Augsburger Panthern aus der DEL verpflichtet.
Zur Saison 2010/11 wechselte der Kanadier zum DEL-Konkurrenten Hamburg Freezers. Ende des Jahres 2011 erlitt Murphy eine schwerwiegende Schulterverletzung, die ihn zu einer mehrmonatigen Pause zwang. Nach Wiedergenesung konnte Murphy nicht mehr an seine früheren Leistungen anknüpfen und erhielt nach Ende der Saison 2012/13 keinen neuen Vertrag in Hamburg.

## Statistik
Stand: Ende der Saison 2009/10